# 砂韭
砂韭（学名：Allium bidentatum）是葱科葱属的植物。分布于中国大陆的吉林、辽宁、河北、黑龙江、内蒙古、山西、新疆等地，生长于海拔600米至2,000米的地区，常生长在向阳山坡或草原上，目前已由人工引种栽培。

## 异名
- Allium bidentatum Fisch. ex Prokh. var. andaense Q. S. Sun